# 大漢和辭典
《大漢和辭典》，是世界上最大型的漢和辭典，由大修館書店出版，主編爲諸橋轍次。

## 介紹
本辭典收錄了五萬漢字、53萬條辭彙，當中包括來自《詩經》、《論語》、《孟子》、《老子》、《莊子》等傳統經典，以及古代和現代書籍中所見的大量熟語。辭典亦收錄了一萬篆字。大修館的官方網站說，它是世界上最大型的漢和辭典。初版時，辭典內文部份有12卷，另附一索引卷，合共有13卷。修訂第二版時，追加了一卷「語彙索引」及一卷「補卷」，現在全書合共15卷。

## 歷史
在本辭典面世前，主流字書如《康熙字典》等，主要只解釋單字，很少闡述兩字或以上構成的詞語，後來才有像《辭源》般專門解釋詞語的字書。憑着諸橋轍次在1917年間於中國留學的經驗，他深感有必要編撰網羅單字和詞彙解說的字書，萌生了編撰《大漢和辭典》的念頭。
1925年，大修館書店的創業者鈴木一平，希望能出版比過往漢和辭典詳實數倍的新辭典。他找到了當時任敎於大東文化学院的諸橋。諸橋開始計劃出版工作，很快便知道工程浩大。對此，鈴木表示會支持出版到底。1927年6月，諸橋與大修館間簽訂了出版合同，開始梳理字詞和撰寫詞條內容。1935年完成了「最終原稿」。他又花了兩年多時間校正「最終原稿」，並在1941年完成七校、八校，讓出版社刊排其加筆補正稿。
可是接下來，本辭典的出版可謂困難重重。當時正值二戰，自1943年起發行了首3卷後，發行所連同辭典的活字木印版於1945年2月25日因火災而全遭焚毀。同年，日本戰敗。戰後諸橋轍次在藏書所靜嘉堂文庫、甲州山奧把全卷15000頁的校正殘本購回來，與其長子、次子一起繼續編撰，三子則在完成大學後才回來協力。期間諸橋轍次又不幸得了白內障，幾近失明。戰後，日本又缺乏製作木板活字印刷者，使辭典原稿難以付梓，幸而後來得到石井茂吉以當時的新技術照相排版植字（写真植字）來製版。1955年11月，距離提案的30年，重新製版的《大漢和辭典》第1卷正式發行，至1960年，終於完成全13卷的發行。
諸橋在編撰和出版過程中，得到許多人協助，才讓辭書最後能順利出版，包括二戰後隔年相繼辭世的川又武、渡邊實一、真下保爾、佐佐木新二郎四位朋友人，以及近藤正治、小林信明、渡邊末吾、鎌田正、米山寅太郎等多人的幫助。

## 字條詞條來源

### 漢字
本辭典的漢字，主要在《康熙字典》、《中華大字典》、《說文解字注》、《說文通訓定聲》、《宋元以來俗字譜》等等來源收集，並據《康熙字典》的順序列出。爲解決部首檢字的問題，又附有索引卷（第13卷），方便用戶有效率地檢字。
漢字的讀音，主要採用的並不是《廣韻》，而是《集韻》。至於日語讀音，其音訓以歷史假名遣記錄，常用字的現代官話讀音則以注音符號和威妥瑪拼音標示。解析漢字字源的篆文主要來自《說文解字》。
本辭典編寫於1930年代，當時甲骨文文字學和音韻學沒有現在那樣發達，因此書中部份漢字的音韻和字源說明，會稍爲依從舊說，譬如「東」字，今天主流說法是根據甲骨文解釋成索囊之形，但此書中仍使用篆書「木中有日」的理據重構說法。

### 字的來源
據本辭典的說明，以及爲書中文字的來源，但亦可能有一些沒有列出來的來源：
《爾雅》、《方言》、《廣雅》、《說文解字注》、《說文長箋》、《釋名》、《經典釋文》、《一切經音義》、《干祿字書》、《余文》、《玉篇》、《川篇》、《類篇》、《海篇》、《篇海類篇》、《篇海》、《篇海大成》、《奚韻》、《篇韻》、《廣韻》、《集韻》、《五音集韻》、《五音篇海》、《龍龕手鑑》、《搜真玉鏡》、《本草綱目》、《通志》、《通志略》、《六書略》、《詩經》、《字彙》、《字彙補》、《正字通》、《康熙字典》、《宋元以來俗字譜》、《中華大字典》、《辭海》、《新撰字鏡》、《和名類聚抄》、《類聚名義抄》、《節用集》、《異體字辨》、《和漢三才圖會》、《和字正俗通》

### 詞彙
書中詞彙則主要是從《佩文韻府》、《駢字類編》中收集，並從四書五經、《周禮》、《儀禮》、《左傳》、《史記》、《漢書》、《後漢書》、《三國志》，以及《管子》、《荀子》、《韓非子》等諸子，《文選》、《楚辭》、晉唐小說、《水滸傳》、《紅樓夢》、元曲等戲曲，或者《漢籍解題》、《中國人名大辭典》、《中國古今地名大辭典》、《讀史方輿紀要》、《典海》、《事物異名錄》、《海錄碎事》、《淵鑑類函》、《古今圖書集成》、《本草綱目》、《明律》、《大清會典》、《佛教大辭典》、《三才圖會》、《新撰支那時文辭典》等工具書中收集和引用。亦從這些文獻中引用了不少插圖。結果共蒐集得53萬詞彙，逾2800幅插圖。

## 外部連結
- 大修館書店《大漢和辭典》紀念室（页面存档备份，存于）
- 諸橋轍次紀念館（页面存档备份，存于）
- 漢字數據庫計劃（页面存档备份，存于）